# Durkkerivier
Durkkerivier (Durkkejohka) is een rivier die stroomt in de Zweedse  gemeente Kiruna. De rivier ontvangt haar water op de (zuid)oostelijke helling van de Durkkeberg. De rivier stroomt naar het noordoosten en levert haar water na 8 kilometer af aan de Rautasrivier.
Afwatering: Durkkerivier → Rautasrivier → Torne → Botnische Golf